# Йоганнес Остерлінґ
Йоганнес Остерлінґ (нім. Johannes Oesterling, 3 лютого 1983) — німецький плавець.
Учасник Олімпійських Ігор 2004 року.
Призер Чемпіонату світу з водних видів спорту 2003 року.